# 治安維持法
治安維持法（ちあんいじほう）は、国体（皇室）や私有財産制を否定する運動（階級闘争や国際共産主義運動も参照）を取り締まることを目的として制定された日本の法律。
1925年（大正14年）に治安維持法（大正14年4月22日法律第46号）として制定された。その後、1928年（昭和3年）6月29日公布の緊急勅令（昭和3年勅令129号）で修正が加えられた。さらに1941年（昭和16年）にも全面改正（昭和16年3月10日法律第54号）された。
第二次世界大戦敗戦直後の1945年（昭和20年）10月15日、GHQの人権指令を受け、『昭和二十年勅令第五百四十二号「ポツダム」宣言ノ受諾ニ伴ヒ発スル命令ニ関スル件ニ基ク治安維持法廃止等ノ件』により廃止された。
大韓民国において左翼勢力を除去するために制定された国家保安法は、本法律を母体としている。

## 経緯

### 前身
元々、大日本帝国憲法において表現の自由や結社の自由の制限に当たっては、「法律ノ範囲内ニ於テ言論著作印行集會及結社ノ自由ヲ有ス」（第29条）と「凡テ法律ハ帝国議会ノ協賛ヲ経ルヲ要ス」（第37条）に基づき、帝国議会を通じた法律の制定を必要条件とした。そして、最終的には、天皇による法律の裁可について規定した第6条（「天皇ハ法律ヲ裁可シ其ノ公布及執行ヲ命ス」）によって、法律に基づく自由の制限が効力を持った。
明治後期、表現の自由や結社の自由の制限を目的として定めた法律が、治安警察法だった。また、天皇の地位は「神聖にして不可侵」（第3条）であり、個人に対しては刑法の不敬罪によって解釈や罰則が定められたが、団体に対しては神聖なる天皇の地位を「侵す」行為の定義について、議論の余地があった。
1920年（大正9年）より、政府は治安警察法に代わる治安立法の制定に着手した。1917年（大正6年）の十月革命（ロシア革命）による共産主義思想の拡大（階級闘争およびレーニンの敗戦革命論も参照）を脅威とみて企図されたといわれる。
また、1921年（大正10年）4月、近藤栄蔵がコミンテルン（ОМС）から受け取った運動資金6,500円で芸者と豪遊し、怪しまれて捕まった事件があった（第一次共産党、暁民会も参照）。資金受領は合法であり、近藤は釈放されたが、政府は国際的な資金受領が行われていることを脅威（間接侵略）とみて、これを取り締まろうとした。また、米騒動など、従来の共産主義・社会主義者とは無関係の暴動が起き、社会運動の大衆化が進んでいた。特定の「危険人物」を「特別要視察人」として監視すれば事足りるというこれまでの手法を見直そうとしたのである。
1921年（大正10年）8月、司法省は三宅正太郎らが中心となり、「治安維持ニ関スル件」の法案を完成し、緊急勅令での成立を企図した。しかし内容に緊急性が欠けているとする内務省側の反論があり、1922年（大正11年）2月、過激社会運動取締法案として帝国議会に提出された。「無政府主義共産主義其ノ他ニ関シ朝憲ヲ紊乱」する結社や、その宣伝・勧誘を禁止しようというものだった。また、結社の集会に参加することも罪とされ、最高刑は懲役10年とされた。
これらの内容は、平沼騏一郎などの司法官僚の意向が強く反映されていた。しかし、具体的な犯罪行為がなくては処罰できないのは「刑法の缺陥」（司法省政府委員・宮城長五郎の答弁）といった政府側の趣旨説明は、結社の自由そのものの否定であり、かえって反発を招いた。また、無政府主義や共産主義者の法的定義について、司法省は答弁することができなかった。さらに、「宣伝」の該当する範囲が広いため、濫用が懸念された。その結果、3月24日貴族院では法案の対象を「外国人又ハ本法施行区域外ニ在ル者ト連絡」する者に限定し、最高刑を3年にする修正案が可決したが、衆議院で審議未了、廃案になった。
この法案は当時の知識人からも批判を受けていた。末弘厳太郎、福田徳三らは、強力な権力で社会運動を取り締まることの無効性を突いた。作家の芥川龍之介は1922年（大正11年）『新潮』4月号誌上に寄稿し、社会主義を危険視する政府の姿勢には驚くばかりであると批判している。
また、1923年（大正12年）に関東大震災後の混乱を受けて公布された緊急勅令・治安維持ノ為ニスル罰則ニ関スル件（大正12年勅令第403号）も前身の一つである。これは、治安維持法成立と引き替えに緊急勅令を廃止したことで、政府はその連続性を示している。

### 法律制定
1925年（大正14年）1月、日ソ基本条約が締結されソビエト連邦との国交が樹立されたが、加藤高明内閣（護憲三派内閣）で司法大臣の横田千之助が2月4日に急逝した。その後任に小川平吉（取締法推進派）が就任し共産主義革命運動の激化の懸念（革命下の社会と犯罪、ロマノフ家の処刑、国際共産主義運動）などをもって治安維持法の制定を推進し、4月22日に同法が公布、同年5月12日に施行された。
普通選挙法とほぼ同時に制定されたことから、「飴と鞭」の関係にもなぞらえられ、成人男性の普通選挙実施による政治運動の活発化を抑制する意図など、治安維持を理由として制定されたものと見られている。治安維持法は即時に効力を持ったが、普通選挙実施は次の総選挙の1928年となった。 法案は過激社会運動取締法案の実質的な修正案であったが、過激社会運動取締法案が廃案となったのに対して治安維持法は可決した。奥平康弘は、治安立法自体への反対は議会では少なく、法案の出来具合への批判が主流であり、その結果修正案として出された治安維持法への批判がしにくくなったからではないかとしている。
1925年（大正14年）法の規定では「国体ヲ変革シ又ハ私有財産制度ヲ否認スルコトヲ目的トシテ結社ヲ組織シ又ハ情ヲ知リテ之ニ加入シタル者ハ十年以下ノ懲役又ハ禁錮ニ処ス」をおもな内容とした。過激社会運動取締法案にあった「宣伝」への罰則は削除された。
1928年（昭和3年）に緊急勅令「治安維持法中改正ノ件」（昭和3年6月29日勅令第129号）で改正された後、1941年3月10日に全7条から全65条に改正された（昭和16年3月10日法律第54号）。

#### 1928年改正
「国体変革」への厳罰化
1925年（大正14年）法の構成要件を「国体変革」と「私有財産制度の否認」に分離し、前者に対して「国体ヲ変革スルコトヲ目的トシテ結社ヲ組織シタル者又ハ結社ノ役員其ノ他指導者タル任務ニ従事シタル者ハ死刑又ハ無期若ハ五年以上ノ懲役若ハ禁錮」として最高刑を死刑とした。
「為ニスル行為」の禁止
「結社ノ目的遂行ノ為ニスル行為ヲ為シタル者ハ二年以上ノ有期ノ懲役又ハ禁錮ニ処ス」として、「結社の目的遂行のためにする行為」を結社に実際に加入した者と同等の処罰をもって罰するとした。
改正手続面
改正案が議会において審議未了となったものを、緊急勅令のかたちで強行改正したこと。この背景には、政権母体の立憲政友会の中で意見が割れたことで審議未了となったため、田中首相は緊急勅令を用いて改正した。

#### 1941年改正
結社の規制
「国体ノ変革」結社を支援する結社、「組織ヲ準備スルコトヲ目的」とする結社（準備結社）などを禁ずる規定を創設した。官憲により「準備行為」を行ったと判断されれば検挙可能であった。また、「宣伝」への罰則も復活した。「国体ノ変革」が要件であり、当たり前ながら誰でも検挙できるわけではなかったことに留意する必要がある。戦後の裁判で再審となった事件は、大半が日本共産党関係者に関わるものである。
刑事手続面
従来法においては刑事訴訟法によるとされた刑事手続について、特別な（官憲側にすれば簡便な）手続を導入したこと、たとえば、本来判事の行うべき召喚拘引等を検事の権限としたこと、二審制としたこと、弁護人は「司法大臣ノ予メ定メタル弁護士ノ中ヨリ選任スベシ」としたことなど。
予防拘禁制度
刑の執行を終えて釈放すべきときに「更ニ同章ニ掲グル罪ヲ犯スノ虞アルコト顕著」と判断された場合、新たに開設された予防拘禁所にその者を拘禁できる（期間2年、ただし更新可能）としたこと。
検挙対象の拡大
1935年から1936年にかけて、思想検事に関する予算減・人員減があった。1937年6月の思想実務者会同で、東京地方裁判所検事局の栗谷四郎が、検挙すべき対象がほとんど払底するという状況になっている状況を指摘し、特別高等警察と思想検察の存在意義が希薄化されるおそれが生じていることに危機感を表明した。そのため、新たな取締対象の開拓が目指されていった。治安維持法は適用対象を拡大し、宗教団体・学術研究会（唯物論研究会）・芸術団体なども摘発されていった。
作家の菊池寛は当時、合理的な社会運動まで取り締まられるような言論の自由が抑圧された状況を憂い、日本がこうした「反動的な右傾時代」になった原因の一つには、「共産主義者の妄動」があるとし、極端な共産主義者が「日本に対する正当なる認識」を欠き、「実現不可能な理想をふりかざして、社会不安を醸成したゝめに、却つて反動的勢力の擡頭に、口実を与へてしまつた」と批判した上で、「彼等の妄動のために、合理的な労働運動や、正当なプロレタリヤ解放運動までが、オヂヤンになつてしまつた。十年前までは、あんなに盛んであつた改造とか解放とか云ふ言葉が、今ではどこにも聞こえなくなつた。日本の社会改革運動は、合法的な社会民衆党的な主張に依つて、穏健に確実に行はるべきであつたのである」と1935年（昭和10年）に述べている。

### 廃止
1945年（昭和20年）の敗戦後も同法の運用は継続され、むしろ迫りくる「共産革命」の危機（コミンテルン第六回大会、第7回コミンテルン世界大会も参照）に対処するため、断固適用する方針を取り続けた。
同年8月下旬から9月上旬において、司法省では岸本義広検事正を中心に、今後の検察のあり方について話し合いを行い、「天皇制が残る以上は治安維持法第一条を残すべき」との意見が出ていた。ほか、岩田宙造司法大臣が政治犯の釈放を否定している。
同年9月26日に同法違反で服役していた哲学者の三木清が腎臓病の悪化により獄死している。10月3日には東久邇宮内閣の山崎巌内務大臣は、イギリス人記者のインタビューに答え、「思想取締の秘密警察は現在なほ活動を続けてをり、反皇室的宣伝を行ふ共産主義者は容赦なく逮捕する」方針を明らかにした。
同年10月4日、GHQによる人権指令「政治的、公民的及び宗教的自由に対する制限の除去に関する司令部覚書」により廃止と内務大臣山崎巌の罷免を要求された。東久邇宮内閣はその要求を拒絶し内閣総辞職。後継の幣原内閣が10月15日、昭和20年勅令第575号『「ポツダム」宣言ノ受諾ニ伴ヒ発スル命令ニ基ク治安維持法廃止等ノ件』（ポツダム命令）を制定し、治安維持法は廃止され、同時に特別高等警察も廃止を命じられた。
GHQから指示された人権指令には、10いくつかの法律が「廃止すべき法令」として列挙されていたが、実際には戦前の治安法規は85もあった。そのため日本政府は、すでに列挙されている10いくつかの法律は廃止せざるをえないが、そこに列挙されていない法律は意図的に見逃すことによって人権指令を無内容化し、最低限の実施で切り抜けようとした。そのため、たまたま見つかった治安警察法は廃止されたが、それ以外の法律は廃止リストになかったため、その後も残されることになった。
人権指令の実施にあたっては、GHQと内務省、司法省との間で折衝が行われている。治安維持法の廃止直後に「大衆運動ノ取締ニ関スル件」が閣議決定され、GHQとの折衝の結果、治安維持法廃止の4日後に「大衆運動ノ取締ニ関スル件」が新たな治安法規として登場している。この件について、GHQと日本政府はあうんの呼吸を持っていたとされる。
治安維持法廃止から10日後の1945年10月26日に、内務省と司法省は共同の新聞発表を行い、朝鮮人や中国人などの「多衆運動に伴う各種犯罪」に対しては、「もっぱら既存法規をもって取締処分せんとするにすぎない」と発表し、社会不安が濃厚な社会状況に対しては、旧来の法令によって厳重な取り締まりを行うと宣言している。旧来の法令とは、人権指令で廃止を免れた暴力行為等処罰ニ関スル法律や、行政執行法、行政警察規則、警察犯処罰令、爆発物取締罰則などを指しており、戦前の治安法規の本体である治安維持法や治安警察法が廃止されたことを受けて、その周辺にあった治安法規が前面に出てくることになった。予防検束を可能にしていた行政執行法の適用は、1945年には27万人だったが、1946年には64万人に倍増している。
戦前には法律として冬眠状態にあった爆発物取締罰則の活用が期待されるようになり、爆発物取締罰則の第一条が、GHQや日本政府に対する批判的な社会運動の取り締まりや、新たな「国体護持」の役割を、治安維持法などに代わる治安法規として担うことになった。

## 歴史的役割
当初、治安維持法制定の背景には、ロシア革命後に国際的に高まりつつあった共産主義活動（コミンテルン、階級闘争およびレーニンの敗戦革命論も参照）を牽制する政府の意図があった。また似たような法律は、当時のドイツ、フランス、アメリカ合衆国、イギリスなどに公然と存在していた。
1930年代前半に左翼運動が潰滅したため標的を失ったかにみえたが、以降は1935年（昭和10年）の大本教への適用（大本事件）など新宗教（政府の用語では「類似宗教」。似非宗教という意味）の取り締まりにも用いられた。天皇を頂点とする国家神道の存立を脅かすことが、国体の変革に当たるという解釈の下に取締りが進められた訳である。大本以外にもPL教団、創価教育学会、天理本道、ホーリネス系キリスト教団など弾圧を受けた団体は多い。創価学会は創立者で精神的支柱の一人でもある牧口常三郎を獄死させられ、キリスト教団はホーリネス系教団および安息日再臨教団ことセブンスデー・アドベンチストを併せて10名の獄死者およびこれに準ずる者を出している。
三・一五事件の弁護人のリーダー格となった布施辰治は、大阪地方裁判所での弁護活動が「弁護士の体面を汚したもの」とされ、弁護士資格を剥奪された（当時は弁護士会ではなく、大審院の懲戒裁判所が剥奪の権限を持っていた）。さらに、1933年（昭和8年）9月13日、布施や上村進などの三・一五事件、四・一六事件の弁護士が逮捕され、前後して他の弁護士も逮捕された（日本労農弁護士団事件）。その結果、治安維持法被疑者への弁護は思想的に無縁とされた弁護人しか認められなくなり、1941年の法改正では、司法大臣があらかじめ指定した弁護士でないと弁護人に選任できないとされた（第29条）。
日本内地では純粋な治安維持法違反で死刑判決を受けた人物はいない。ゾルゲ事件で起訴されたリヒャルト・ゾルゲと尾崎秀実は死刑となったが、罪状は国防保安法違反と治安維持法違反の観念的競合とされ、治安維持法より犯情の重い国防保安法違反の罪により処断、その所定刑中死刑が選択された。そこには、死刑よりも『転向』させることで実際の運動から離脱させるほうが効果的に運動全体を弱体化できるという当局の判断があったともされている。
但し、治安維持法犠牲者国家賠償要求同盟によれば、この法により逮捕され、特別高等警察の拷問・虐待により194人が死亡しており（小林多喜二も拷問により死亡している）、この死因とは別に病死により獄死した者が1,503人いた。また、この法により逮捕された者は数十万人、検事局に送検されただけの者も含め7万5,681人（荻野富士夫の調査では6万8,274人。内、起訴された者は6,550人）いたことを不破哲三が第77回国会の予算委員会において発言している
ゾルゲ事件では、他にも多くの者が逮捕されたにもかかわらず死刑判決を受けたのはゾルゲと尾崎だけだった。戦後にゾルゲ事件を調査したチャールズ・ウィロビーは、それまで持っていた日本に対する認識からするとゾルゲ事件の多くの被告人に対する量刑があまりにも軽かったことに驚いている。朝鮮においては間島共産党事件などで治安維持法違反による刑死者を出したがこれも殺人や現住建造物放火等との併合罪によるものであった。その後、治安維持法を運用した特別高等警察をはじめとして、警察関係者は多くが公職追放されたが、司法省関係者の追放は25名に留まった。池田克や正木亮など、思想検事として治安維持法を駆使した人物も、ほどなく司法界に復帰した。池田は追放解除後、最高裁判事にまでなっている。
1952年（昭和27年）公布の破壊活動防止法は「団体のためにする行為」禁止規定などが治安維持法に酷似していると反対派に指摘され、治安維持法の復活という批判を受けた。その後も、治安立法への批判に対して治安維持法の復活という論法は頻繁に使われている（通信傍受法（盗聴法）、テロ等準備罪（共謀罪）新設法など）。
第二次世界大戦後は治安維持法については否定的な意見が主流とされる。一方、保守派の一部には治安維持法擁護論もある。
1976年（昭和51年）1月27日、民社党の春日一幸が衆議院本会議で日本共産党委員長宮本顕治のリンチ殺人疑惑を取り上げた際、宮本の罪状の一つとして治安維持法違反をそのまま取り上げた。そこで、宮本の疑惑の真偽とは別に、春日は治安維持法を肯定しているのかと批判を受けた。その3日後の1月30日に、春日とは別に塚本三郎によりこの事件が取り上げられ、宮本顕治釈放の根拠となった診断書の虚偽疑惑についても追及されている。
藤岡信勝は『諸君!』1996年4月号の「自由主義史観とはなにか」で「治安維持法などの治安立法は日本がソ連の破壊活動から自国を防衛する手段」であったと一定の評価を下し、日本共産党などから強い反発を受けた。中西輝政も『諸君!』『正論』などで、同様の主張を行っている（『諸君!』2007年9月号「国家情報論 21」、『正論』2006年9月号など）。福田和也は、戦後に廃止されてから1955年7月まで毛沢東式武装闘争を行った日本共産党や、それ以後も1955年以前の日本共産党の路線を分裂しながらも続けた新左翼・極左暴力集団による暴力革命・武装闘争によって、民間人や警察を多数死傷させるような過激な革命を目指すテロなどが頻繁だった昭和時代までは必要性があったとしている。
渡部昇一は「治安維持法は今日的な視点で考えれば法律が特定の思想を取り締まるなど、民衆弾圧のために制定された『天下の悪法』とされているがそれは大きな誤解であり、当時の状況を鑑みなければその本質は見えてこない」としている。「制定された当時の状況はロシア帝国がソ連になり、ロシア革命が成功したことによって日本に共産主義の流入という思想的脅威が迫っていた。この脅威は大正11年(1922年)のコミンテルン世界会議の決議に『君主制廃止』が盛り込まれたことで一層高まった。ロシア革命でロシア共産党が実行した君主制廃止というものは王族を一人残らず惨殺（ロマノフ家の処刑）するという残忍なもので日本からしてみれば皇室廃絶と皇族の虐殺を意味しており、皇室を愛してやまなかった当時の日本人が底知れぬ恐怖を抱ていた。事実、マルクス主義者レーニンの指導の下、ロシア革命が起きてソ連になり、権力を掌握しロシア共産党はロマノフ王朝の一族を全て処刑したほか、共産主義を安定的に維持して統治するべく共産主義に賛同していないとみなした人民700万人近くを数年間にわたって殺戮していた（革命下の社会と犯罪、大粛清、グラーグも参照）。こうした暴力的な『テロ思想』の流入を防ぐために制定された。それにもかかわらず、『天下の悪法』という汚名が着せられているのは、その後、戦局の悪化緊迫とともに取り締まりがエスカレートして多くの人が冤罪で捕まり、警察の取り調べで亡くなった人もいたが、だからといって共産主義思想を防御するという治安維持法本来の目的、共産主義革命は残虐行為を伴うものだという二点を考えれば一概に悪法と決めつけるのは間違いだ」としている。
アメリカ合衆国では1952年にマッカラン国内治安法という「共産主義にかかわる組織」の成員に政府への登録を要求、彼らの国防事業への従事、海外渡航を禁止する法律が制定され、さらにこれが発展して1954年8月24日に共産主義者取締法というアメリカ共産党の非合法化と共産党の支援・共産主義者などを罰する法律が制定された。現行でも有効の法律であるが、1991年のソビエト連邦の崩壊による冷戦終結以降にもアメリカ共産党は小規模ながら存続している。
1968年（昭和43年）には、治安維持法犠牲者への国家賠償請求を訴える治安維持法犠牲者国家賠償要求同盟が結成されている。